# Gyűrű (matematika)
Az algebrában a két kétváltozós művelettel rendelkező {\displaystyle R} struktúrákat gyűrűnek nevezünk – jelölésben: {\displaystyle (R;+,\cdot )} –, ha
- {\displaystyle (R;+)\,\!} Abel-csoport,
- {\displaystyle (R;\cdot )} félcsoport és
- a tetszőleges {\displaystyle a,b,c\in R} elemekre fennállnak a következő disztributivitási szabályok:

{\displaystyle a\cdot (b+c)=(a\cdot b)+(a\cdot c)}, és
{\displaystyle (b+c)\cdot a=(b\cdot a)+(c\cdot a)}.
A + jellel jelölt műveletre általában összeadásként, a {\displaystyle \cdot } jellel jelölt műveletre pedig szorzásként hivatkozunk, ez azonban nem jelenti azt, hogy a gyűrű elemei számok, illetve hogy ezek a műveletek csak a szokásos, számokon értelmezett összeadás és szorzás műveletek lehetnének, hiszen ezt a fenti definícióban nem követeltük meg. Szokás ezért a gyűrű Abel-csoportját additív csoportnak, a félcsoportját pedig multiplikatív csoportnak is nevezni.
Általában nem írjuk ki a szorzópontot, tehát {\displaystyle a\cdot b} helyett {\displaystyle ab} szerepel.
Ha {\displaystyle (R;\cdot )} kommutatív, akkor kommutatív gyűrűről beszélünk, ha pedig {\displaystyle (R;\cdot )} egységelemes, egységelemes gyűrűről.
Ha nullától különböző elemek szorzata ismét nullától különböző, akkor zérusosztómentes gyűrűről beszélünk. A kommutatív, zérusosztómentes, egységelemes gyűrűket integritástartományoknak nevezzük.

## Példák
- Az egész számok halmaza az összeadás és szorzás műveletekkel egységelemes, kommutatív gyűrűt alkot.
- Az n×n-es mátrixok, ha {\displaystyle n>1}, egységelemes, de nem kommutatív gyűrűt alkotnak.
- Bármely gyűrű, melyben érvényes az xn=x azonosság az összes n>1 egész kitevőre, Nathan Jacobson egy eredménye szerint kommutatív.[1]

## Részgyűrű, ideál
Egy {\displaystyle R} gyűrű tartóhalmazának egy részhalmazát {\displaystyle R} egy részgyűrűjének hívjuk, ha az adott részhalmaz is gyűrűt alkot az {\displaystyle R}-beli összeadás és szorzás megszorítására. Ellenőrzésként a legfontosabb, hogy az adott művelet ne vezessen ki a gyűrűből.
Egy {\displaystyle R} gyűrű tartóhalmazának egy {\displaystyle I} részhalmazát {\displaystyle R} egy balideáljának nevezzük, ha bármely két {\displaystyle I}-beli elem különbsége (azaz az összeadás inverzét elvégezve) is {\displaystyle I}-beli, valamint egy tetszőleges {\displaystyle R} elem megszorozva egy tetszőleges {\displaystyle I}-beli elemmel balról, az eredmény szintén {\displaystyle I}-ben lesz. Röviden kifejezve komplexusműveletekkel: {\displaystyle I-I\subseteq I} és {\displaystyle RI\subseteq I}. Egy részhalmazt jobbideálnak nevezünk, ha a szorzás azonossága jobbról igaz, azaz {\displaystyle IR\subseteq I}. Amennyiben egy részhalmaz bal- és jobbideál egyszerre, akkor ideálnak nevezzük. Kommutatív gyűrűben nyilván minden bal- és jobbideál egyben ideál is, hiszen a szorzás ekkor felcserélhető.
Az ideáloknak fontos szerepük van testbővítéseknél, ekkor egy irreducibilis polinom által generált ideál szerinti faktorgyűrűt vizsgálunk, ami test lesz, hiszen a szóban forgó ideál maximális. (Ezek viszonylag egyszerűen következnek a definíciókból).

## Példák részgyűrűkre és ideálokra
Az egész számok körében a páros számok részgyűrűt alkotnak, hiszen bármely két páros szám összege és szorzata is páros.
Ezzel szemben a páratlan számok nem alkotnak részgyűrűt, hiszen két páratlan szám összege már páros, azaz az összeadás már kivezet a páratlan számok köréből.
Az egész számok körében egy adott szám többszörösei ideált alkotnak. Tekintsük például a 8 többszöröseit, ekkor az ideálban lesznek -24, -16, -8, 0, 8, 16, 24 stb. Nyilván két ilyen szám különbsége is 8-nak a többszöröse, tehát eleme az ideálnak, valamint akármelyik egész számot szorozva 8-cal, 8-nak ismét egy többszörösét kapjuk, tehát ez is eleme az ideálnak. Természetesen akármelyik másik egész számra végigkövethető ugyanez.